# Microdebilissa homalina
Microdebilissa homalina är en skalbaggsart som först beskrevs av Carolus Holzschuh 1993.  Microdebilissa homalina ingår i släktet Microdebilissa och familjen långhorningar. Inga underarter finns listade i Catalogue of Life.